# Matanza de Mỹ Lai
La Matanza de My Lai (pronunciado mi lai) fue un crimen de guerra cometido por personal del Ejército de Estados Unidos el 16 de marzo de 1968, consistente en el asesinato en masa de civiles desarmados en el distrito de Sơn Tịnh en Vietnam del Sur durante la Guerra de Vietnam.
Entre 347 y 504 civiles fueron asesinados por soldados estadounidenses de la Compañía C, 1.er Batallón, 20.º Regimiento de Infantería y la Compañía B, 4.º Batallón, 3.er Regimiento de Infantería, 11.ª Brigada, 23.ª División de Infantería. Entre las víctimas había hombres, mujeres, niños y bebés. Algunas de las mujeres fueron violadas en grupo y sus cuerpos mutilados; algunos soldados mutilaron y violaron a niños de tan sólo 12 años.Se trata de la mayor masacre de civiles perpetrada por las fuerzas estadounidenses en el siglo XX de la que se tiene público conocimiento.
Veintiséis soldados fueron acusados de delitos penales, pero sólo el teniente William Calley Jr., jefe de pelotón de la compañía C, fue condenado. Declarado culpable del asesinato de 22 aldeanos, fue condenado inicialmente a cadena perpetua, pero cumplió tres años y medio de arresto domiciliario después de que el presidente estadounidense Richard Nixon conmutara su pena.

## La matanza

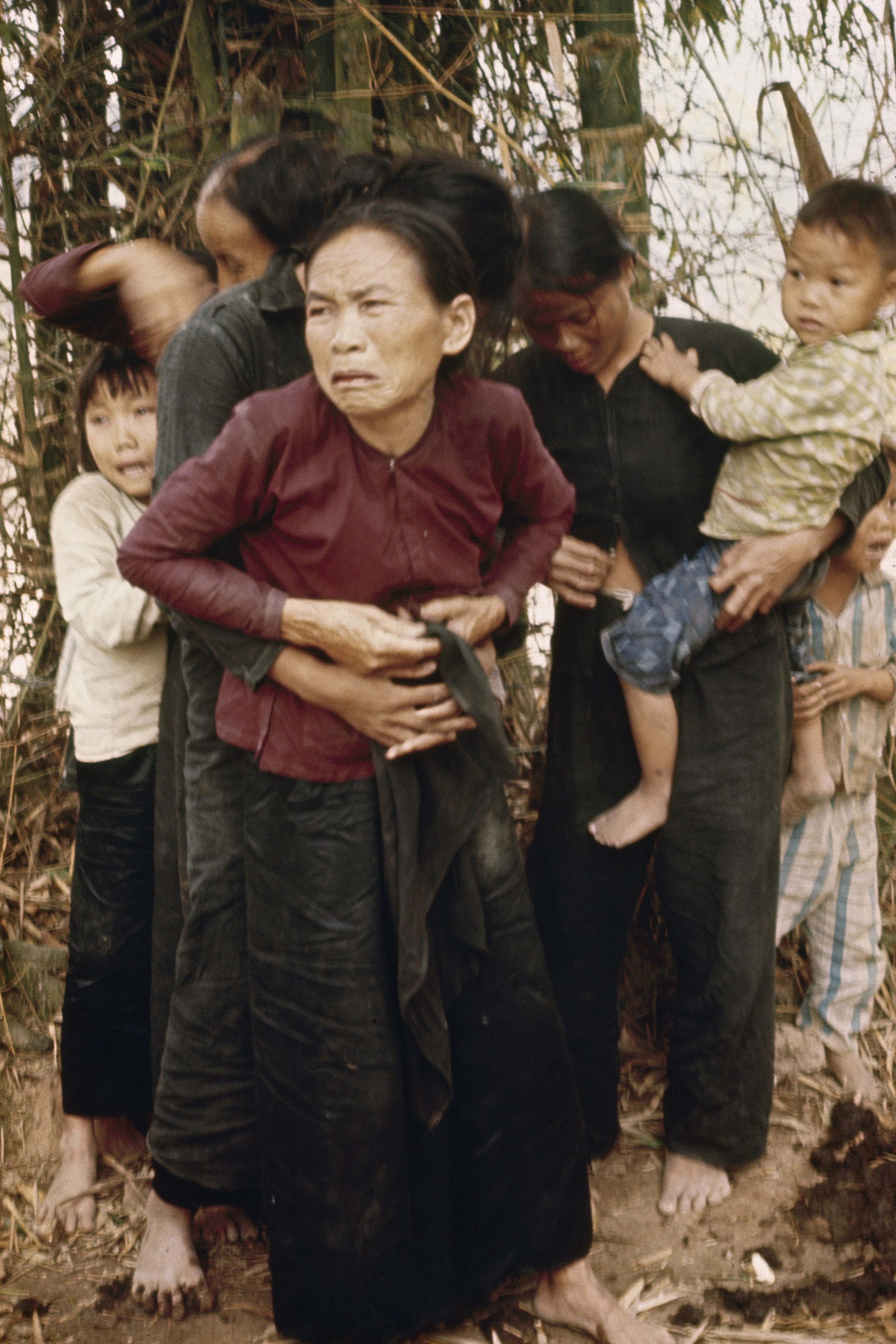
Mujeres y niños no identificados antes de la matanza de My Lai. Según testimonio, fueron tiroteados momentos después de haberse tomado la foto.

El 16 de marzo de 1968 las tropas de Estados Unidos lanzaron una operación en la región de Son My en la búsqueda de vietcongs. Al segundo teniente (equivalente a alférez) William Laws Calley y su sección le fue asignada la zona My Lai 4. Al llegar a la zona de aterrizaje los helicópteros dejaron a los soldados y se desplazaron a la posición de espera. A lo largo de cuatro horas, Calley y sus hombres violaron a las mujeres y las niñas, mataron el ganado y prendieron fuego a las casas hasta dejar el poblado arrasado por completo. Para terminar, reunieron a los supervivientes en una acequia.
Los pilotos y artilleros vieron cómo Calley disparó su arma contra ellos y ordenó a sus hombres que hicieran lo mismo hasta matar a todos los habitantes de la zona (es decir, ancianos, mujeres y niños). Por "defectos" en la investigación, no se sabe la cifra exacta de asesinados, pero se estima que debió estar entre 347 y 504.
La matanza solo pudo ser detenida cuando el oficial de helicópteros Hugh Thompson Jr. intervino junto a su tripulación, a la que incluso ordenó disparar a sus propios compañeros soldados si estos seguían asesinando civiles. Thompson y su tripulación  protegieron con sus vidas a algunos civiles sobrevivientes que pudieron rescatar, y el propio Thompson notificó de inmediato el incidente al mando superior, que ordenó detener la operación contra el área. Posteriormente Thompson testificaría contra Calley y otros en una corte marcial.
Unos días después, el Ejército de Estados Unidos facilitó una información oficial, donde enumeraba unos 120 muertos, de los cuales 90 eran vietcong no civiles y 30 vietcong civiles. Pero en toda la operación se habían incautado sólo tres armas vietcong.

## La punta de un iceberg
La masacre de My Lai no fue la única matanza cometida por las fuerzas estadounidenses, pero fue la que más escándalo provocó en Estados Unidos y el mundo.
El alférez Calley resultó ser un oficial poco preparado y no apto para el mando, no lograba ascensos ni condecoraciones y como no supo aguantar los argumentos de sus superiores decidió cometer una matanza y poner los asesinados como enemigos abatidos. Pero el sistema estadounidense para marcar objetivos contribuyó mucho a casos como éste ya que la selección de oficiales se hacía sobre el material humano disponible y no sobre el necesario para el mando.

### Política de eficiencia

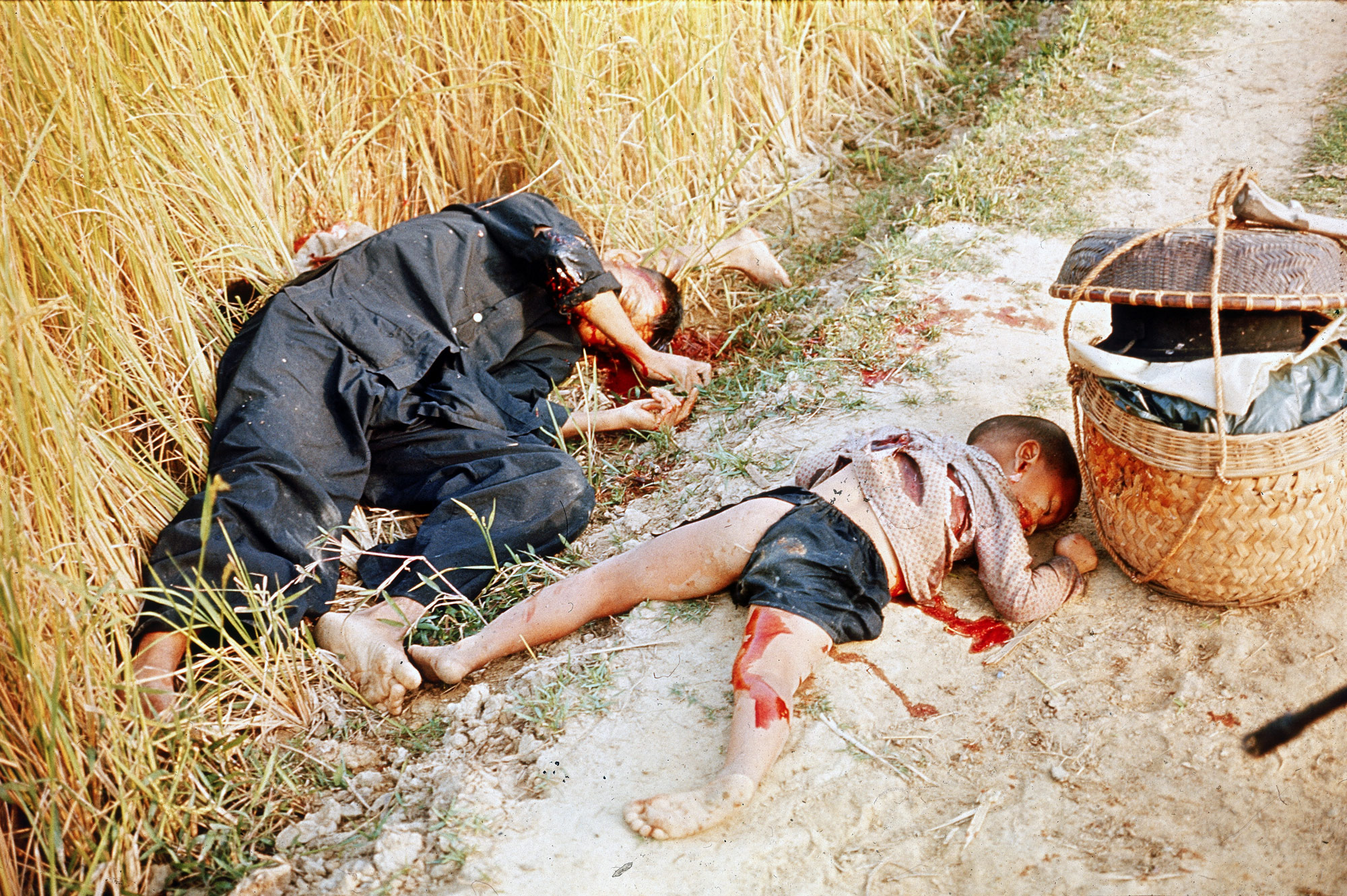
Hombre y niño asesinados.

A la política de cualquier ejército de designar objetivos, planificar y cuantificar se suma, en el caso de Estados Unidos, su búsqueda casi constante de la eficiencia, marcada esta por una serie de indicadores prefijados.
En una guerra como la de Vietnam, donde no existían frentes definidos ni posiciones que tomar, la cuantificación de bajas causadas al enemigo se fijó como el indicador de la eficiencia de oficiales y unidades. Pero, como es sabido en todos los campos donde se utilizan indicadores, muchas veces lo que se hacía no era buscar la manera de alcanzar el objetivo sino mejorar el indicador, es decir, conseguir la mayor cantidad de muertos posible dentro de ciertas normas (que muchas veces las fijaba la propia unidad).
Así se han constatado muchos casos como el de My Lai, donde el número de combatientes muertos era desproporcionado respecto al número de armas incautadas; cosa que tardó bastante en llamar la atención del alto mando estadounidense.

### La repercusión en Estados Unidos

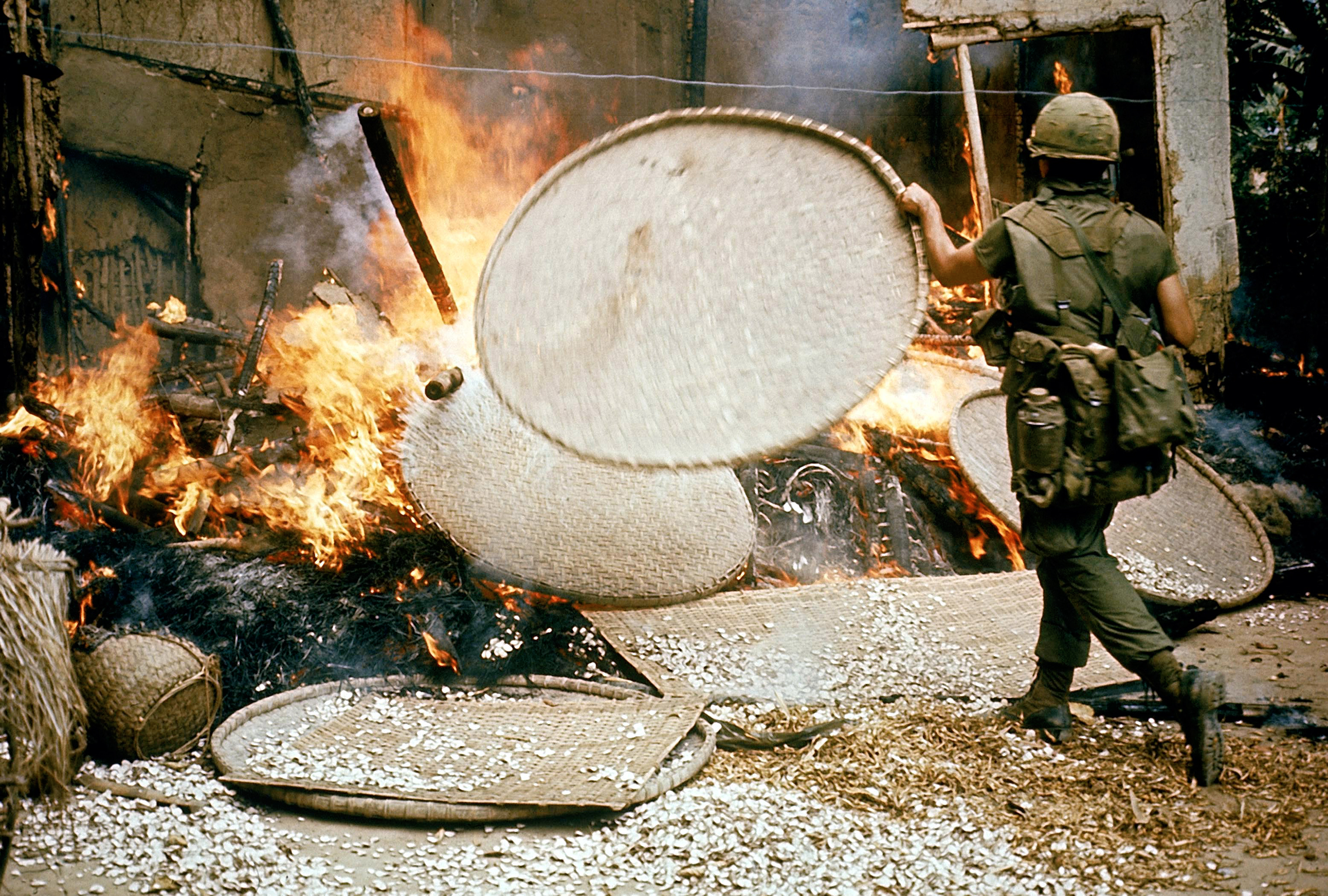
El soldado SP5 Capezza quema una choza vietnamita en My Lai.

No hubo cobertura de prensa de la masacre hasta que el editor Seymour Hersh (en una pequeña editorial llamada Dispatch News Service) finalmente emitió la noticia el 13 de noviembre de 1969. Una semana más tarde el Cleveland Plain Dealer publicó fotos de un exfotógrafo del ejército llamado Ronald L. Haeberle.
Aunque el teniente Calley fue juzgado y condenado por los actos de My Lai, sólo permaneció tres años bajo arresto domiciliario pues fue indultado por el presidente Richard Nixon. Un acto de este tipo, que recordaba demasiado a los cometidos por los nazis en la Masacre de Oradur, daba la razón a los estadounidenses pacifistas, que sostenían que la guerra de Vietnam no era una guerra justa y que sus exigencias, lejos de ser reivindicaciones propias de hippies, se fundaban en actos reales y mucho más numerosos de lo que se declaraba oficialmente.
En el año 2006 el periódico Los Angeles Times publicó informes desclasificados del Ejército de Estados Unidos, según informó el periódico El Mundo el 8 de agosto de 2006, en los cuales se contabilizaban 178 no combatientes más asesinados entre 1965 y 1971. Finalmente solo 23 personas fueron condenadas por los tribunales militares.
Años después, el comandante Tony Raimondo utilizó la matanza de My Lai como ejemplo para ilustrar los errores en los que se puede caer y cómo evitarlos en sucesivas actuaciones.

## Películas
- Platoon (1986): dirigifda por Oliver Stone dedica una de las secuencias de Platoon a recrear un hecho inspirado en esta matanza.
- Pinkville: Según la revista Variety Rolues, Oliver Stone rodará Pinkville, donde relatará la matanza de My Lai.
- Seven Psychopaths (2012): Martin McDonagh muestra a uno de los personajes de la ficción dentro de la ficción como un vietnamita emigrado a los EE. UU. que desata su venganza personal tras haber perdido a su esposa e hijos en la matanza de My Lai.